# 消耗電量模式
消耗電量模式（Charge-depleting）也稱為EV模式，是電動汽車或混合動力車運作的一種模式，其車輛運作能源是依電池組所提供。純電動車都是在此一模式下運作，插電式混合動力車在啟動後會進入此一模式，一直到電池的電量狀態進入下限，才會切換到保持電量（charge-sustaining）模式。車輛在消耗電量模式可以行駛的里程即為全電里程（AER）。目前在技術標準上還沒有強制要求全電里程的最短距離，但未來各國的法規可能會有對應的要求。
若是混合動力車，還有另一種消耗電量的策略，是混合動力模式，是指在中載到重載時用發動機補充電動機的動力輸出。此一策略下，沒有純電動模式，国家可再生能源实验室（NREL）早期的模擬指出，此方式省油的程度和傳統插電式混合動力車的充放電策略差不多。混合動力模式的好處是讓汽車設計者可以選用較小（也較便宜）的電池組以及牽引電動機。

## 外部連結
- Battery Lifetime Analysis and Simulation Tools Suite, National Renewable Energy Laboratory
- Enova Hybrid Drive Installed in First Production Hybrid School Buses
- AQMD Plug-in Hybrid Vehicle Technical Forum: Li-Ion Technically Ready, Manufacturing a Big Barrier （页面存档备份，存于）
- Enova Offering its Hybrid Drive Systems for OEM or Retrofit Applications with Plug-In Option （页面存档备份，存于）
- Plug-ins Progress （页面存档备份，存于）
- Enova Systems Confirms Recent Awards Will Utilize Its Unique
- Mechanical Configurations of Hybrid Electric Vehicles （页面存档备份，存于）
- Charge Sustaining and Charge Non-Sustaining Hybrids